# Kanton Troyes-1
Kanton Troyes-1 (fr. Canton de Troyes-1) je francouzský kanton v departementu Aube v regionu Grand Est. Tvoří ho pouze část města Troyes. Před reformou kantonů 2014 ho tvořily 3 obce.

## Obce kantonu
od roku 2015:
- Troyes (část)

před rokem 2015:
- Saint-Parres-aux-Tertres
- Troyes (část)
- Villechétif